# Alan Mannus
Alan Mannus (Toronto, Ontario, Canadá, 19 de mayo de 1982) es un futbolista norirlandés que juega como arquero y milita actualmente en el Shamrock Rovers F. C. de la Premier Division de la Liga de Irlanda.

## Biografía
Luego de haber estado en el banco de suplentes y en el equipo reserva del Linfield, debutó profesionalmente en la primera división de dicho club en el año 2002. Curiosamente, jugó su partido número 250 antes de cumplir 25 años.
Mannus en uno de los pocos arqueros que anotó un gol que no sea de pelota parada. En 2003, en un partido frente al Omagh Town FC, marcó un gol lanzando la pelota desde su área pasando por encima de la cabeza del arquero adversario Gavin Cullen.
Mannus disputó su primer partido vistiendo la camiseta de la selección de fútbol de Irlanda del Norte contra Trinidad y Tobago en el verano de 2004.
También atajó para su selección en partidos amistosos frente a Bulgaria, Georgia e Italia.
Él fue nombrado como Futbolista Ulster del Año en la temporada 2007-08.

## Selección nacional
Ha sido internacional con la selección de Irlanda del Norte en 9 ocasiones. Formó parte del equipo que participó en la Eurocopa 2016.

## Clubes
| Club                           | País              | Tiempo    |
| ------------------------------ | ----------------- | --------- |
| Linfield F. C.                 | Irlanda del Norte | 2000-2009 |
| Larne F. C. (cedido)           | Irlanda del Norte | 2000      |
| Carrick Rangers F. C. (cedido) | Irlanda del Norte | 2001      |
| Shamrock Rovers F. C.          | Irlanda           | 2009-2011 |
| St. Johnstone F. C.            | Escocia           | 2011-2018 |
| Shamrock Rovers F. C.          | Irlanda           | 2018-     |

## Palmarés

### Campeonatos nacionales
| Título                               | Club                  | País              | Año  |
| ------------------------------------ | --------------------- | ----------------- | ---- |
| Liga Norirlandesa                    | Linfield F. C.        | Irlanda del Norte | 2001 |
| Copa de Irlanda del Norte            | Linfield F. C.        | Irlanda del Norte | 2002 |
| Liga Norirlandesa                    | Linfield F. C.        | Irlanda del Norte | 2004 |
| Setanta Sports Cup                   | Linfield F. C.        | Irlanda del Norte | 2005 |
| Copa de Irlanda del Norte            | Linfield F. C.        | Irlanda del Norte | 2006 |
| Liga Norirlandesa                    | Linfield F. C.        | Irlanda del Norte | 2006 |
| Copa de la Liga de Irlanda del Norte | Linfield F. C.        | Irlanda del Norte | 2006 |
| Copa de Irlanda del Norte            | Linfield F. C.        | Irlanda del Norte | 2007 |
| Liga Norirlandesa                    | Linfield F. C.        | Irlanda del Norte | 2007 |
| Liga Norirlandesa                    | Linfield F. C.        | Irlanda del Norte | 2008 |
| Copa de la Liga de Irlanda del Norte | Linfield F. C.        | Irlanda del Norte | 2008 |
| Liga Irlandesa de Fútbol             | Shamrock Rovers F. C. | Irlanda           | 2010 |
| Liga Irlandesa de Fútbol             | Shamrock Rovers F. C. | Irlanda           | 2011 |
| Setanta Sports Cup                   | Shamrock Rovers F. C. | Irlanda           | 2011 |
| Copa de Escocia                      | St. Johnstone F. C.   | Escocia           | 2014 |